# Comuna de Jarczów
Jarczów (polaco: Gmina Jarczów) é uma gminy (comuna) na Polónia, na voivodia de Lublin e no condado de Tomaszowski (lubelski). A sede do condado é a cidade de Jarczów.
De acordo com os censos de 2004, a comuna tem 3688 habitantes, com uma densidade 34,3 hab/km².

## Área
Estende-se por uma área de 107,5 km², incluindo:
- área agricola: 80%
- área florestal: 14%

## Demografia
Dados de 30 de Junho 2004:
|                      | Total   | Total | Mulheres | Mulheres | Homens  | Homens |
| -------------------- | ------- | ----- | -------- | -------- | ------- | ------ |
|                      | pessoas | %     | pessoas  | %        | pessoas | %      |
| População            | 3688    | 100   | 1856     | 50,3     | 1832    | 49,7   |
| Densidade (pop./km²) | 34,3    | 100   | 17,3     | 17,3     | 17      | 17     |

De acordo com dados de 2002, o rendimento médio per capita ascendia a 1085,84 zł.

## Subdivisões
- Chodywańce, Gródek, Gródek-Kolonia, Jarczów, Jarczów-Kolonia Druga, Jarczów-Kolonia Pierwsza, Jurów, Korhynie, Łubcze, Nedeżów, Nowy Przeorsk, Plebanka, Przewłoka, Sowiniec, Szlatyn, Wierszczyca, Wola Gródecka-Wola Gródecka-Kolonia, Zawady.

## Comunas vizinhas
- Lubycza Królewska, Łaszczów, Rachanie, Tomaszów Lubelski, Ulhówek